# Simone Raineri
Simone Raineri (født 7. februar 1977 i Bozzolo) er en italiensk tidligere roer og olympisk guldvinder.
Raineris første store resultat kom, mens han endnu var juniorroer, idet han var med til at vinde junior-VM-guld i 1995 i dobbeltfirer. Som U/23-roer og senior roede han i begyndelsen i forskellige bådtyper, inden han vendte tilbage til dobbeltfireren.
Raineri var en del af den italienske dobbeltfirer, der deltog i OL 2000 i Sydney. Efter at have vundet sit indledende heat vandt italienerne deres semifinale i ny olympisk rekord, og i finalen var de mere end to sekunder hurtigere end hollænderne, der fik sølv, mens Tyskland tog bronzemedaljerne. Bådens øvrige besætning var Agostino Abbagnale, Alessio Sartori og Rossano Galtarossa.
De to følgende år vandt han VM-bronze med dobbeltfireren, men herefter kom en periode med knap så gode resultater, efterhånden som de øvrige OL-guldvindere havde forladt båden. Således blev det blot til en tiendeplads ved OL 2004 i Athen. I årene op til næste OL blev Raineri og den italienske dobbeltfirer placeret lige uden for medaljetagerne ved VM.
Ved OL 2008 i Beijing bestod den italienske dobbeltfirer foruden Raineri af Luca Agamennoni, Simone Venier og Rossano Galtarossa, og de blev nummer to i indledende heat, hvorpå de vandt deres semifinaleheat. I finalen blev de besejret af Polen med et par sekunder, men var næsten et sekund foran franskmændene på tredjepladsen, så det blev til italiensk sølv.
Men en enkelt udskiftning vandt Italien og Raineri VM-sølv i 2010. Ved OL 2012 i London var Raineri med i dobbeltfireren for fjerde og sidste olympiske lege, mens den øvrige besætning var skiftet ud i forhold til forrige OL. Italienerne endte med at blive nummer fem i B-finalen og nummer elleve samlet. Året efter vandt Raineri sin sidste internationale medalje, da han var med til at blive nummer tre ved EM. Hans sidste store internationale stævne var VM i 2014, hvor han med dobbeltfireren endte på en fjerdeplads i C-finalen.

## OL-medaljer
- 2000:  Guld i dobbeltfirer
- 2008:  Sølv i dobbeltfirer